# Cronebos
Het Cronebos is een bos ten zuidoosten van Hilversum in de Nederlandse provincie Noord-Holland. Het beheer wordt sinds 1970 uitgevoerd door Natuurmonumenten.
Het bos van 45 ha. wordt in het westen en het zuiden begrensd door de Lage Vuurscheweg en in het oosten door de Hollandsesloot, de oude grens tussen het graafschap Noord-Holland en het gebied van de bisschop van Utrecht. Het bos ligt ten noorden van het Hilversums Wasmeer en De Zuid en ten westen en ten zuiden van de golfbaan van de Hilversumsche Golfclub. Door het gebied loopt voormalige tolweg de Zwarteweg.

## Van woeste gronden naar bos
Het bos vormde een deel van het Erfgooiersbos en bestond tot in de middeleeuwen hoofdzakelijk uit inlandse eiken en berken. Na het kappen van dit 'oerbos' ontstonden in de middeleeuwen woeste gronden. In 1836 werden deze domeingronden aan particulieren verkocht om ze te gebruiken als hei, hakhout, bouwland en bos. Door de aanleg van houtwallen met hakhout werd de grond opgedeeld in kleine percelen. De aanplant van bomen diende om de zandverstuiving tot staan te brengen. Het kreeg de naam Tolbos door de tol die bij de ingang werd geheven. Het oude tolhuis staat aan het eind van de Lage Vuurscheweg 86. Het pad langs het tolhuis liep ooit in een rechte lijn naar kasteel Drakensteyn. In de twintigste eeuw kwam het gebied in eigendom van de Amsterdammer G.H. Crone, voorzitter van de Kamer van Koophandel in Amsterdam directeur van diverse cultuurmaatschappijen in Nederlands-Indië. Deze woonde later op de buitenplaats Vijverhof aan de Soestdijkerweg 7-7c. In 1961 werd het bos door mw. A.K. Crone-Black nagelaten aan Natuurmonumenten met de bepaling dat het de naam Cronebos zou krijgen.

## Flora en fauna
In het bos staan hoge douglassparren en beuken. De oudste bomen, beuken langs de oude tolweg, dateren uit 1880. Het beheer is erop gericht om leeftijdsvariatie te krijgen door regelmatige kap van de uitgelopen stobben. In het gebied leven boommarters. De open plekken in het bos zijn gecreëerd om een biotoop te scheppen voor de levendbarende hagedis, de hazelworm en vlinders. In de hoge douglassparren leven de groene en zwarte specht. In het bos zijn twee amfibieënpoelen gemaakt. In 2006 zijn een aantal stapstenen gemaakt die ervoor moeten zorgen dat de heide terugkeert en waar hazelworm, vlinders, ringslangen
en sprinkhanen een leefgebied vinden.

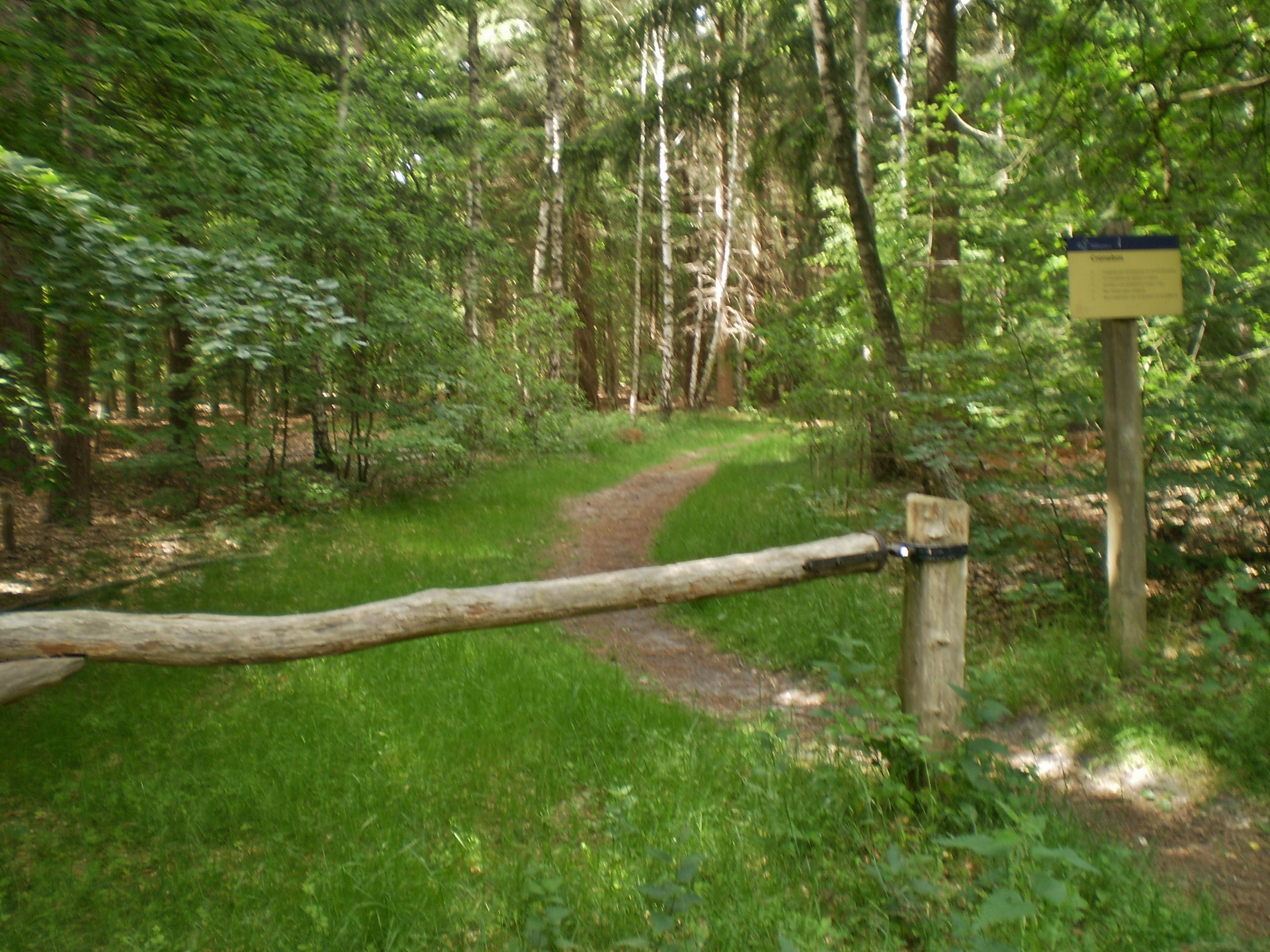
Cronebos